# ریچارد جردن
ریچارد جردن (انگلیسی: Richard Jordan؛ ۱۹ ژوئیهٔ ۱۹۳۷ – ۳۰ اوت ۱۹۹۳) هنرپیشه اهل ایالات متحده آمریکا بود.
از فیلم‌هایی که وی در آن نقش داشته است، می‌توان به تل‌ماسه، داخلی، میانگین فصل، گروه تعقیب، راز موفقیت من و فریاد اشاره کرد.